# 中国植物物种信息数据库
中国植物物种信息数据库（英語：China Plants Database），或作中国植物名称数据库（Chinese Plant Names Index，縮寫作CPNI:401-402），是中华人民共和国一個由中国科学院昆明植物研究所、中国科学院植物研究所、中国科学院武汉植物园和中国科学院华南植物园联合建设的植物数据库。数据库依照中国科学院的《科学数据库》中「参考型数据库建设标准规范」而建立:401-402；其內容以 《中国植物志》及其英文版的對等版本《Flora of China》为基础数据来源:401，為處身中國境內的植物物種名称标识及其相關的分类等级提供「唯一合法学名」。

## 外部連結
- 中国植物物种信息数据库
  - 中国植物志